# Michael Streun
Michael Streun (* 27. Januar 1965 in Bern) ist ein Schweizer Künstler und arbeitet in den Bereichen Malerei, Zeichnung, Objekte und Fotografie.

## Leben
Michael Streun erlernte Schriftenmaler und bildete sich an der Schule für Gestaltung in Bern & Biel  weiter, so in Mediendesign, Illustration, Tiefdruck und Ölmalerei. Er arbeitete als Grafiker und freier Illustrator und zeichnete von 1999 bis 2022  als Karikaturist für das Schweizer Satiremagazin Nebelspalter. Ab 2006 legte er sein Schwergewicht zunehmend auf die Malerei und arbeitet seitdem freischaffend als bildender Künstler und unterrichtet als Dozent an der Schule für Gestaltung in Bern. Heute lebt und   arbeitet  Streun in Thun.
Streun ist Mitglied von Visarte Bern und Schweiz.

## Werk
Michael Streuns surreale Malerei manifestiert sich in einer einzigartigen Verbindung von Traum und Realität. Seine Werke laden Betrachter ein, in eine Welt einzutauchen, in der die Grenzen des Gewöhnlichen verschwimmen. Mit lebendigen Farben und ungewöhnlichen Formen erkundet Streun emotionale und gesellschaftliche Themen, fordert konventionelle Wahrnehmungen heraus und regt zur Reflexion über das Unterbewusste an. Durch die Kombination von Fantasie und Realität schafft er ein visuelles Erlebnis, das sowohl faszinierend als auch verstörend sein kann. Farben haben für den Maler eine stimulierende und integrale Funktion. Sie sind ein Enterhaken mit dem Effekt, Betrachtende in den Bann zu ziehen und ihre Sinneswahrnehmungen und Gedanken anzuregen.

## Ausstellungen (Auswahl)

### Einzelausstellungen (Auswahl):
- 2026:   Galerie Da Mihi, Bern
- 2024: Schloss Schwarzenburg
- 2023:   Galerie Tammen, Berlin
- 2023:    Satellit.Space, Thun
- 2017: Kunstmuseum Thun, Projektraum ENTER
- 2015 und 2020:    Galerie Art-Etage Biel
- 2016:   Werkhof Brig
- 2014:    Gepard 14 , Liebefeld bei Bern
- 2021: Galerie KUKU, Rothrist
- 2013:   Atelier Worb , Worb
- 2008 und 2012: art-house, Thun

### Gruppenausstellungen (Auswahl):
- 2024: Art Salon Zürich / Galerie Da Mihi Bern
- 2024: Art Karlsruhe mit Galerie Tammen Berlin
- 2023: Positions Berlin mit   Galerie Tammen  Berlin
- 2022: Galerie Muster-Meier Contemporary, Bern
- 2021/2022:   Art-Container  Steffisburg
- 2019: Museum Frieder Burda, Salon Berlin
- div. Jahre   Cantonale Bern Jura :   Musée jurassien des Arts , Moutier /   La Nef, le Noirmont  / Kunstmuseum Thun / Kunsthaus Interlaken /   Centre Pasquart Biel
- 2006:   Kunsthaus S11  Solothurn /
- 2006: Galerie Incontro Zürich /

## Auszeichnungen
- Artist in Residence, Bulgarien (2012)
- Artist in Residence, Gepard 14 Liebefeld Bern (2014)
- Atelierstipendium der Stadt Thun, Berlin (2017)
- Artist in Residence,   Fondazione Seewald , Ronco s. Ascona 2022/2025
- [1] Kunstpreis der Stadt Thun (2025)

## Werke in öffentlichen Sammlungen
- Kunstmuseum Thun
- Kanton Bern
- Gemeinde Köniz
- Christoph Merian Stiftung in Basel